# Бирюков, Дмитрий Андреевич
Дмитрий Андреевич Бирюко́в (19 августа [1 сентября] 1904, Новочеркасск, Российская Империя — 8 января 1969, СССР) — советский физиолог, академик АМН СССР.

## Биография
Родился 19 августа (1 сентября) 1904 года в Новочеркасске (ныне Ростовская область).
В 1927 году окончил университет в Ростове-на-Дону.
В 1928 году по приглашению И. П. Павлова переехал в Москву, работал в Институте физиологии АН СССР.
В 1935 году перешёл на педагогическую работу: возглавлял кафедры физиологии в вузах Ростова-на-Дону, Воронежа, Москвы и Ленинграда. В 1944—1949 годах был директором Воронежского медицинского института. В 1950—1969 годах заведовал отделом сравнительной физиологии и патологии, а также занимал должность директора ИЭМ АМН СССР.
Скончался 8 января 1969 года, похоронен в Ленинграде, на Богословском кладбище (площадка Военно-медицинской академии, уч. 33); на могиле — скульптурное надгробие. Мемориальная доска на здании Воронежской государственной медицинской академии (улица Чайковского, д. 3А).

## Научные работы
Основные научные исследования посвящены сравнительной физиологии и патологии высшей нервной деятельности.
- Изучал безусловнорефлекторное слюноотделение у человека, обнаружил непрерывность секреции на пищевые вещества, влияние на слюноотделение второй сигнальной системы.
- 1943 — Установил наличие барорецепторов в твёрдой мозговой оболочке.
- Один из создателей нового научного направления — экологической физиологии нервной деятельности.
- Автор трудов по философским и методологическим проблемам физиологии и медицины.
- 1950—1969 — главный редактор Физиологического журнала СССР имени И. М. Сеченова.

## Членство в организациях
- 1957—1969 — Почётный доктор Карлова университета в Праге.
- 1962—1969 — Почётный член Чехословацкого медицинского общества имени Я.Пуркине.